# Лас-Эрас (Санта-Крус)
Лас-Эрас (исп. Las Heras) — город и муниципалитет в департаменте Десеадо провинции Санта-Крус (Аргентина).

## История
В 1909 году через эти места прошла железная дорога. В районе железнодорожной станции стал расти населённый пункт, который в 1921 году получил официальное название «Лас-Эрас» в честь генерала Хуана Грегорио де Лас Эраса. В 1950 году был образован муниципалитет.